# Vijon
Vijon ist eine französische Gemeinde mit 289 Einwohnern (Stand: 1. Januar 2022) im Département Indre in der Region Centre-Val de Loire. Sie gehört zum Arrondissement La Châtre, zum Kanton La Châtre und zum Gemeindeverband La Châtre et Sainte Sévère. Die Einwohner werden Vijonais genannt.

## Lage
Die Gemeinde Vijon liegt etwa 23 Kilometer südöstlich von La Châtre am Flüsschen Palles, das zur Indre entwässert. Sie grenzt im Osten an das Département Cher und im Süden an das Département Creuse. Umgeben wird Vijon von den Nachbargemeinden Pérassay im Norden, Saint-Priest-la-Marche im Osten, Bussière-Saint-Georges im Südosten und Süden, Nouzerines im Süden, Tercillat im Südwesten sowie Vigoulant im Westen.

## Bevölkerungsentwicklung
| Jahr                       | 1962 | 1968 | 1975 | 1982 | 1990 | 1999 | 2006 | 2013 | 2020 |
| Einwohner                  | 622  | 571  | 486  | 369  | 339  | 320  | 315  | 309  | 291  |
| Quellen: Cassini und INSEE |      |      |      |      |      |      |      |      |      |

## Sehenswürdigkeiten

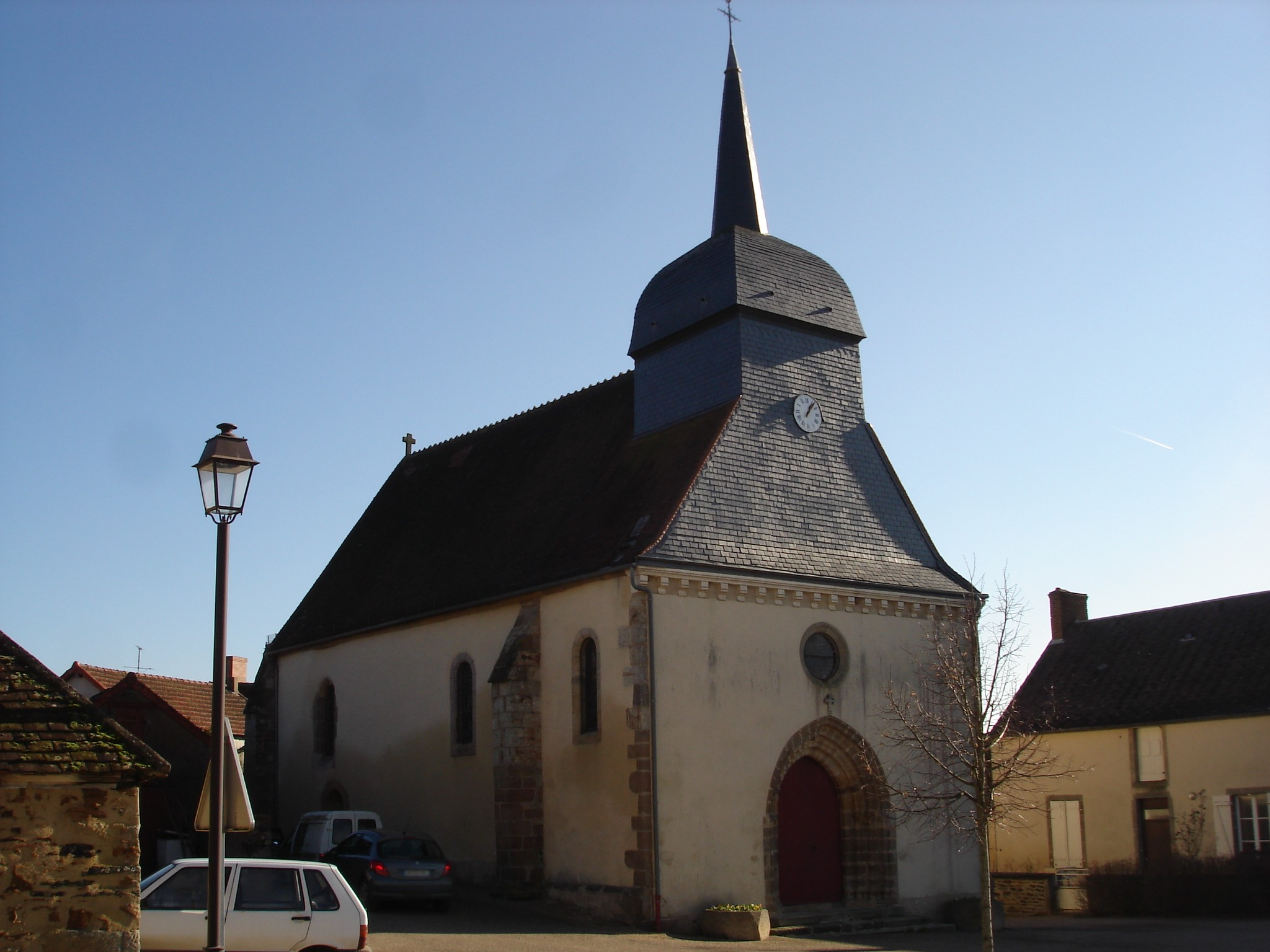
Kirche Saint-Martin

- Kirche Saint-Martin